# Stachys yildirimlii
Stachys yildirimlii là một loài thực vật có hoa trong họ Hoa môi. Loài này được Dinç mô tả khoa học đầu tiên năm 2006.